# Camino (edilizia)

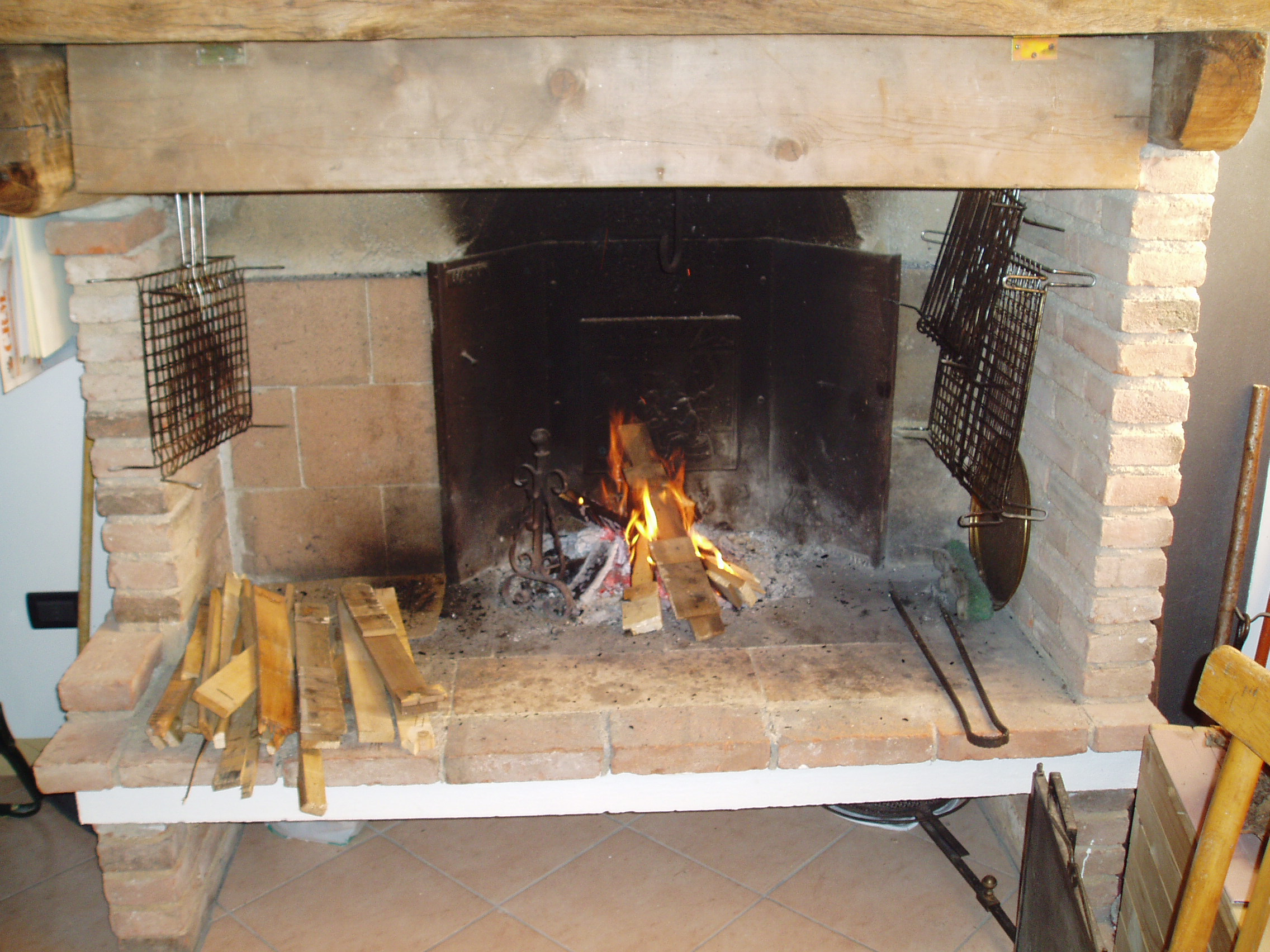
Esempio di caminetto aperto

Il camino, detto anche fuoco o caminetto, è stato praticamente il primo metodo di riscaldamento di un'abitazione. In qualsiasi castello, rocca o abitazione del passato è ancora possibile trovarne uno in ogni stanza. L'alimentazione del camino avviene normalmente mediante legna. La parola "camino" viene comunemente usata anche per identificare la canna fumaria nonché l'effetto tiraggio della stessa detto anche effetto camino.

## Storia
I camini non si svilupparono prima del 1200. Le prime testimonianze scritte risalgono all'antica Repubblica Marinara di Venezia.

## Descrizione

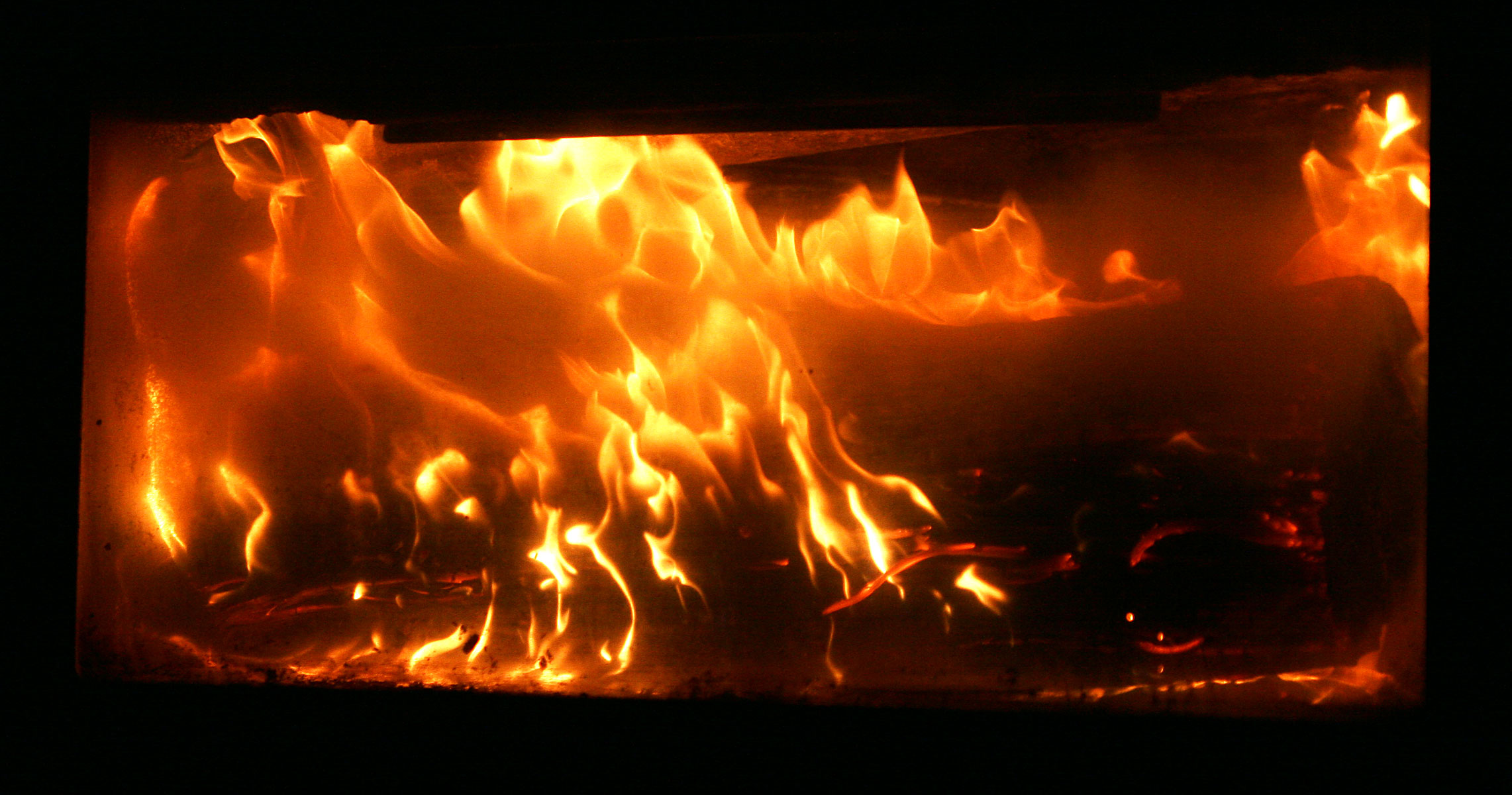
Esempio di caminetto chiuso

Viene realizzato in moltissime dimensioni e grandezze, con forme e materiali diversi. Sono costruiti in una parete o in angolo della stanza, dove vi è una canna fumaria, necessaria a convogliare il fumo prodotto dalla combustione, alla parte superiore terminale di uscita del camino: questo sistema fu inventato dai Normanni in quanto fino ad allora il fuoco veniva fatto bruciare all'interno delle abitazioni in un'apposita stanza, ad esempio l'atrio (da ater, annerito). 
Attualmente, la tecnologia del camino proposta da innumerevoli produttori internazionali, offre soluzioni già pronte, sia per il camino a camera aperta, sia a camera chiusa.
Il camino può assumere anche una particolare valenza artistica e architettonica sia nella sua parte terminale come nell'esempio del Palazzo delle Contesse di Mel, sia all'interno dei locali che lo ospitano. Dal XIII secolo si realizzarono dapprima in Francia e poi in Spagna camini con valenza artistica che raggiunsero apici di qualità con il camino di Faenza attribuito a Donatello.

### Camino a camera aperta
Questo è il camino tradizionale come lo si vede in ogni film o su ogni pubblicazione storica.
Il fronte del focolare, o braciere, è aperto verso il locale da riscaldare, libero di diffondere direttamente il calore della fiamma nel locale, principalmente per irraggiamento termico. Il funzionamento è del tutto simile ai caminetti in uso da sempre, salvo accorgimenti tecnici volti ad ottenere la massima efficienza, ovvero convogliare più calore possibile nell'ambiente, limitando al minimo quello che fuoriesce dal comignolo esterno; questo obiettivo si ottiene sia con accurati calcoli nel dimensionamento della bocca del focolare, della canna di scarico, del comignolo e della presa d'aria, sia adottando specifici materiali termici riflettenti e/o isolanti. Il rendimento rimane comunque inferiore ad una stufa a legna.
Il camino aperto tradizionale può dirsi funzionante quando vi si ha il "tiraggio", ossia quando evacua senza problemi i fumi che si producono durante la combustione. Il buon funzionamento dipende da precise leggi fisiche; non attenendosi a queste nella costruzione si rischia di comprometterne il funzionamento: sono molto frequenti i casi in cui un caminetto non può essere acceso, in quanto le irrespirabili esalazioni invadono la stanza che ospita il manufatto. In particolare un camino a camera aperta necessita di una grande quantità di aria comburente, aria che è necessario fornire con una adeguata presa collegata con l'esterno (e mai dentro il locale stesso). Ricercando su Internet esistono alcune, poche, pubblicazioni che aiutano a costruire caminetti funzionanti, dimensionando in maniera corretta i vari elementi che compongono tale elemento architettonico.

### Camino a camera chiusa

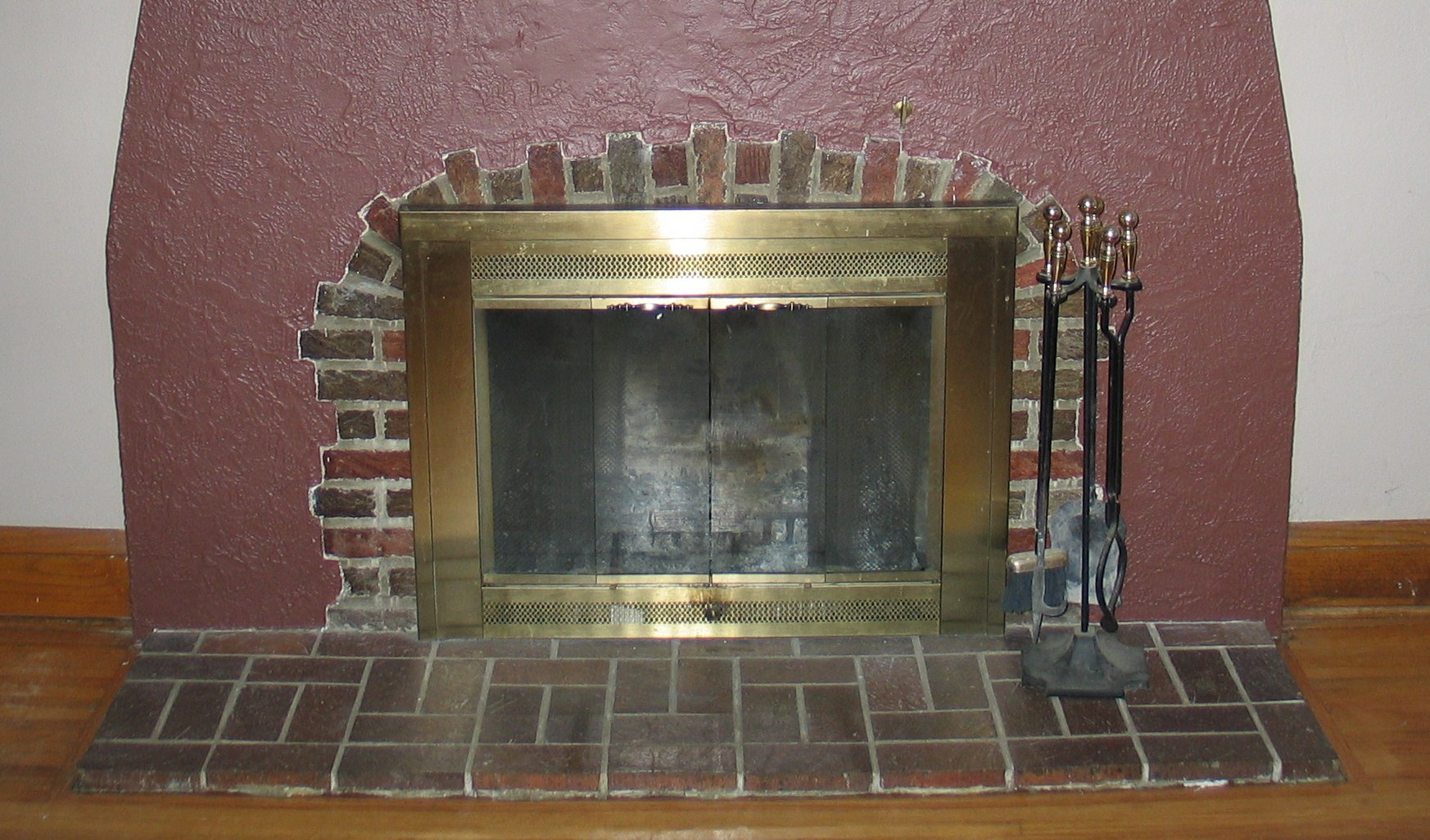
Esempio di camino chiuso.

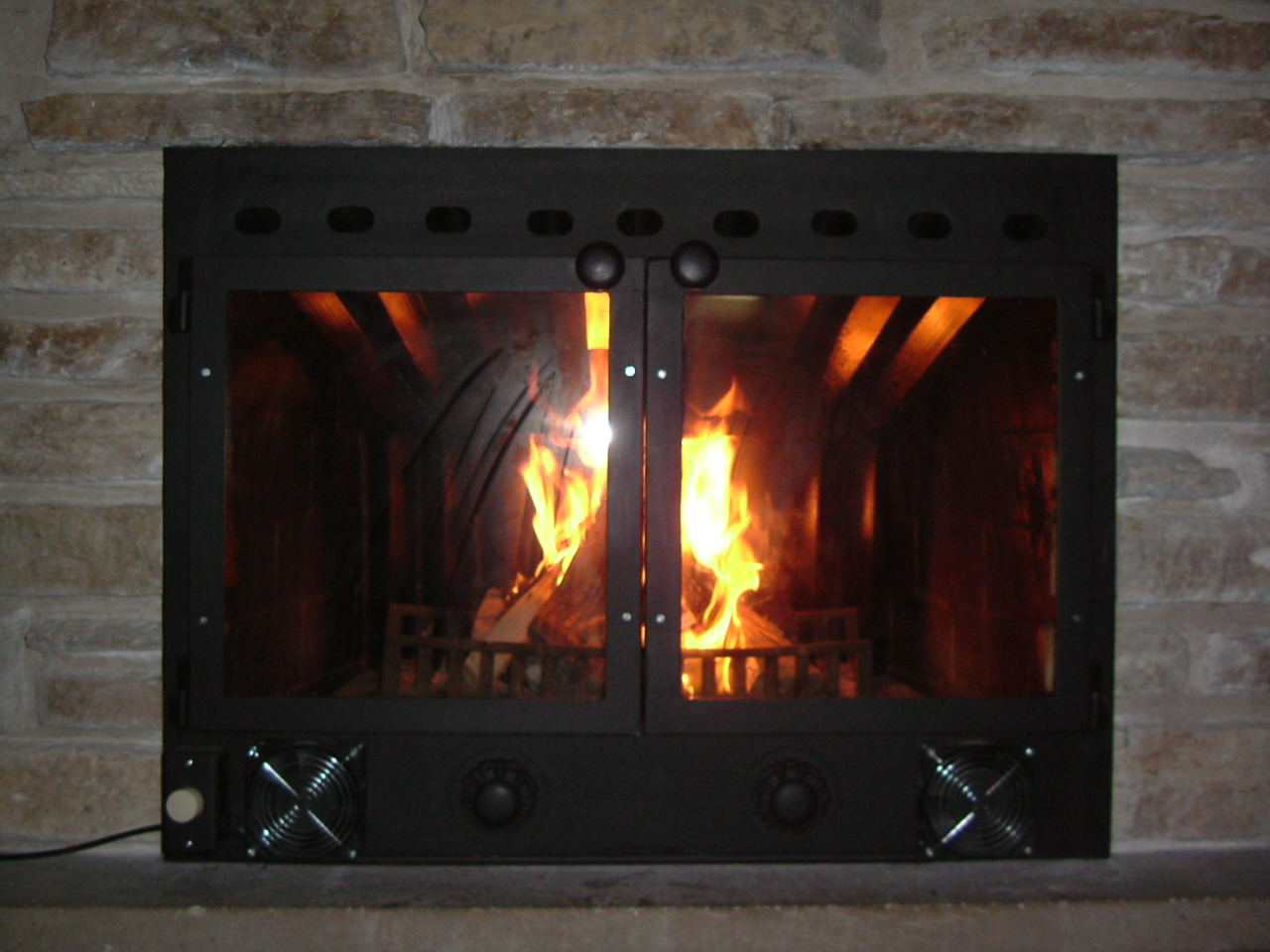
Esempio di camino chiuso.

Si tratta del moderno termocamino. Il focolare non è a diretto contatto con l'ambiente ma è separato da uno schermo in vetro.
Questa tecnologia risulta più costosa del camino aperto ma offre diversi vantaggi.
Il braciere è contenuto all'interno di un monoblocco prefabbricato di forma rettangolare o quadrata, la cui struttura è generalmente composta da ghisa, lamiera di ferro, ed eventuali inserti in materiale refrattario. Il fronte della fiamma è schermato verso l'ambiente da un portello in vetro.
La diffusione del calore nell'ambiente avviene in due modi distinti: irraggiamento diretto e convezione. 
I vantaggi di questa tipologia consistono in un maggior rendimento, maggiore autonomia e minore manutenzione.
L'elevata efficienza di questa tecnologia permette di riscaldare anche altre stanze oltre quella in cui è installato il camino, il trasferimento dell'aria calda è affidato a semplici tubi di diametro appropriato; se l'impianto è fatto a regola d'arte, il lento moto convettivo dell'aria, che si genera negli ambienti, è sufficiente a mantenerli alla temperatura ottimale; nel caso il moto convettivo non sia sufficiente, è possibile forzare il ricircolo dell'aria tramite apposite ventole elettriche.
L'impiego di ventole in un impianto a camino comporta un notevole aumento della polvere presente nell'ambiente, peraltro ha il vantaggio di raggiungere in un tempo più breve la temperatura voluta; solitamente i costruttori forniscono le ventole come kit opzionale.
L'evoluzione raggiunta dalla tecnologia del camino chiuso, tendente al massimo rendimento, ne agevola anche la gestione, offrendo un'autonomia di carica che arriva a oltre 8 ore, intervallo della rimozione della cenere diradato a 7-10 giorni, intervalli della pulizia del vetro anteriore molto allungati.
Entrambe le tipologie sono fornite interamente prefabbricate, agevolando in tal modo il posizionamento nel locale, con interventi sulle opere murarie ridotti al minimo. I produttori offrono anche un'ampia scelta di elementi accessori di arredo, sia nei materiali che nello stile architettonico.

### Componenti del sistema di smaltimento fumi
Il sistema di smaltimento dei fumi di combustione di un caminetto si compone essenzialmente di tre parti:
- canna fumaria: può avere varie forme: circolare, ellittica, quadrata o rettangolare
- base di sostegno e raccordo al tetto;
- comignolo vero e proprio: provvede a disperdere i fumi provenienti dalla canna fumaria favorendo il tiraggio[3]; è influenzato negativamente dai venti e da altri agenti atmosferici. La sua collocazione avviene in corrispondenza e sulla bocca del tratto di canna fumaria sporgente dal tetto, bocca che deve risultare più alta di almeno un metro rispetto al colmo dei tetti, dei parapetti e di qualunque altro ingombro o struttura distante meno di 10 m. Spesso sulla bocca si possono utilizzare aspiratori eolici con cupola in acciaio inox per migliorare il tiraggio insufficiente.

### Combustibile

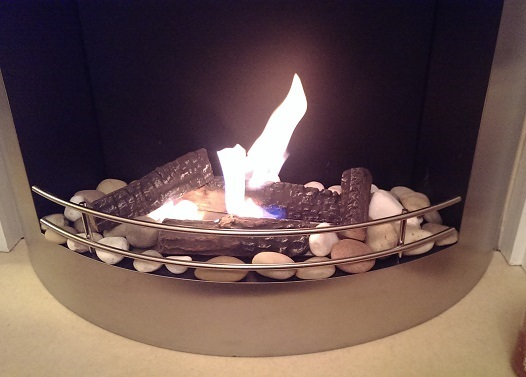
Esempio di biocamino a bioetanolo

Come combustibile si usa il legno di ogni genere. La preferenza andrebbe ai legni duri stagionati almeno 2 anni, mentre sarebbero da evitare i legni resinosi (pino, larice e aghiformi in genere), la cui elevata percentuale di resina non riesce a bruciare completamente (per specifici fenomeni chimici nel complesso e articolato processo della combustione), e quindi esce nella massa dei fumi di scarico per poi condensare aderendo progressivamente alle superfici dei condotti, rendendo difficoltoso anche il regolare intervento di pulizia dei canali da fumo e della canna fumaria, favorendo altresì l'incendio dei depositi di fuliggine e di creosoto con gravi rischi per l'edificio qualora i condotti fumo e il camino non fossero fatti a regola d'arte (materiali resistenti agli incendi, coibentazione termica, distanze da materiali combustibili, mancanza di adeguati isolanti ignifughi, mancata proporzione geometrica tra le parti, ecc.).
Si ricorda, che affinché avvenga la combustione del legno, è necessaria una grande quantità di aria (il comburente) senza la quale la combustione stessa non potrà mai avvenire. Oltre al legno le moderne tecniche consentono di utilizzare altri tipi di combustibili, come il gas, il pellet, il bioetanolo. In particolare i camini a gas risultano essere molto comodi poiché gestiti totalmente con telecomando e poiché, in alcuni casi, la canna fumaria può uscire a parete, consentendone l'installazione anche in appartamenti ed in città ed in genere in ogni dimora, evitando il problema di dover gestire fisicamente il combustibile.
In generale il camino standard a camera aperta, sebbene architetturalmente elegante, ha una efficienza di riscaldamento più bassa rispetto ai camini a camera chiusa e alle stufe in quanto gran parte del calore prodotto (fino al 70%) si disperde nella canna fumaria ed espulso per convezione ovvero per effetto camino, mentre di per sé tende a riscaldare l'ambiente quasi unicamente per irraggiamento termico. D'altro canto, se ben progettato, offre una maggiore sicurezza nell'evacuazione dei fumi almeno rispetto alle stufe a legna convenzionali.
Negli ultimi anni per aumentare l'efficienza nel riscaldamento è stato inventato il termocamino e il camino a pellet, una vera e propria stufa a fuoco continuo e costante, simile ad un caminetto chiuso, con un serbatoio che contiene il pellet che, convogliato da un meccanismo a vite senza fine, arriva con regolarità nel braciere per bruciare e produrre calore. L'effetto visivo di questo tipo di fuoco è sensibilmente diverso da quello scoppiettante a legna, pertanto non è da tutti gradito.
Una tecnologia per il riscaldamento ecologico è il biocamino, che funziona con il bioetanolo, un combustibile liquido ecologico, sicuro e non tossico. Il biocamino inoltre non necessita della canna fumaria.
Al pari degli elettrodomestici di ultima generazione, come forni a microonde e lavatrici, anche i termocamini a pellet, perlomeno i modelli più sofisticati, sono gestiti da un microprocessore; pertanto, disponendo di una linea telefonica, è possibile accenderli anche a distanza con una chiamata telefonica.
Per la corretta installazione di un camino, come anche di stufe e barbecue con potenza inferiore a 35 kW, può essere utile visionare le normative di legge contenute nella UNI 10638 pubblicata nel 1998 e sottoposta a revisione nel novembre 2005 (comunque non obbligatorie).
Oltre a fornire indicazioni sui materiali più adatti da impiegare, indica le caratteristiche dimensionali del condotto di dispersione dei fumi e della presa d'aria esterna al locale, indispensabile per la sicurezza, ma soprattutto per il buon funzionamento del camino.

## Funzionamento

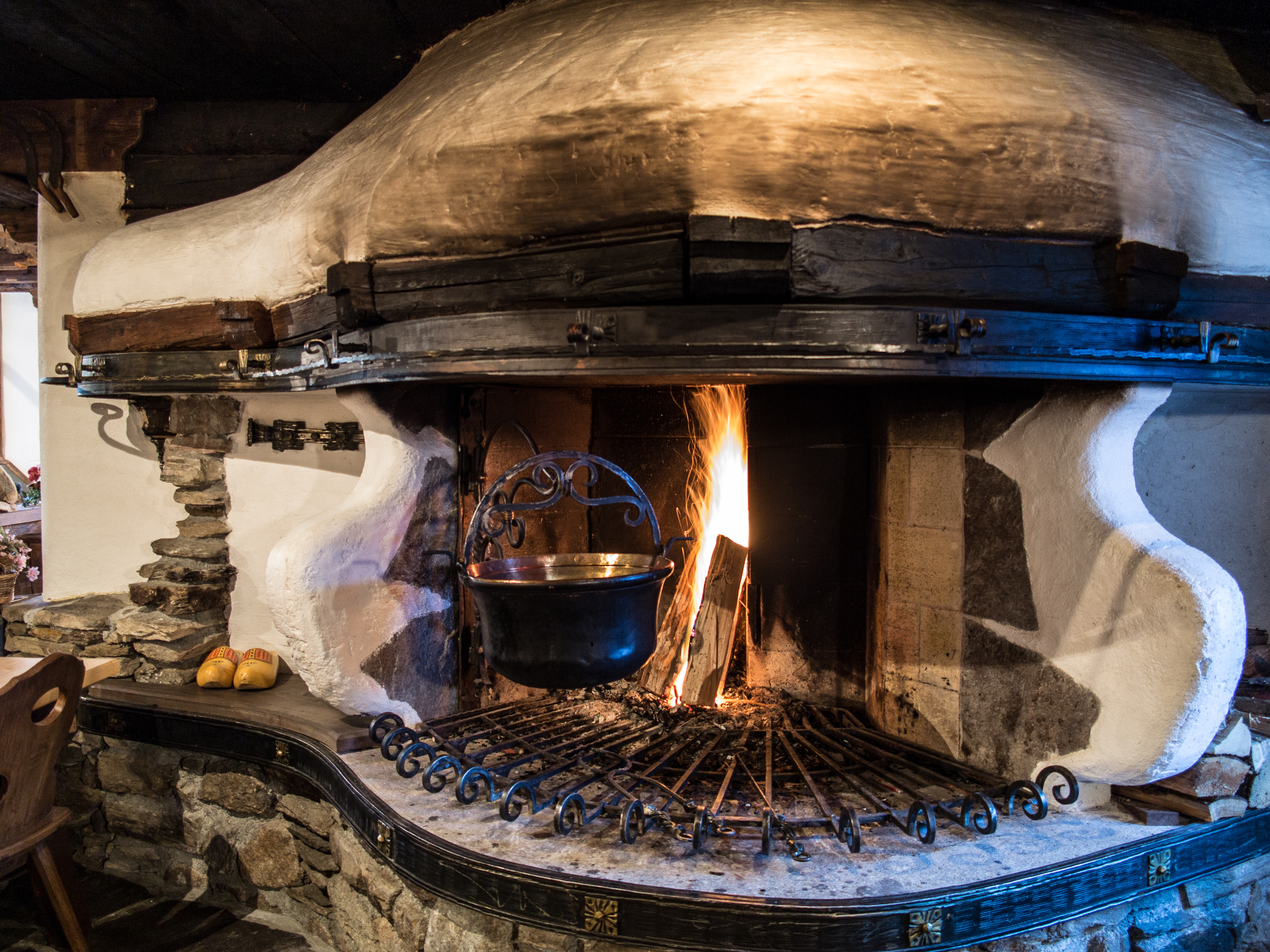
Camino tipico di zone di montagna delle Alpi

Un efficace funzionamento del camino, è funzione delle indicazioni pratiche di seguito riportate, le quali sono un riflesso di tutta una serie di condizioni fisico - ambientali che devono potersi verificare per innescare il flusso ascendente dei fumi nel condotto. La teoria esprime questa relazione nella formulazione generale, affermando che il tiraggio del camino dipende da due fattori di moto del fluido:
- quello cinetico
- quello energetico

i quali dipendono a loro volta dalla densità del gas, variabile con la temperatura, con l'altezza del condotto e in funzione delle sue caratteristiche geometriche.
Qualsiasi gas, che in questo caso è l'aria atmosferica contenuta nell'ambiente, per effetto di un locale innalzamento di temperatura (nella camera del camino) cambia le proprie caratteristiche fisiche, infatti si dilata proporzionalmente alla temperatura raggiunta, diminuendo così la sua densità e di conseguenza il suo peso specifico.
Il gas così riscaldato, nel nostro caso costituito dai fumi generati dalla combustione e dall'aria posta nelle immediate vicinanze della fonte di calore, essendo più leggero dell'aria circostante che risulta a temperatura inferiore, tende a salire innescando il moto ascensionale naturale e non forzato da cause esterne. Un esempio di effetto camino è il fumo della sigaretta. Il flusso ascensionale del gas caldo determina un richiamo verso il caminetto dell'aria più fredda posta nelle vicinanze di questo, la quale va a compensare il gas caldo che si allontana dal focolare.
Questo fenomeno garantisce al focolare una continua alimentazione di ossigeno, permettendo così la sopravvivenza della fiamma.
La dispersione del fumo nella circostante atmosfera avviene in svariati modi e dipende da una serie di altri fattori fisico-climatici come:
- pressione e temperatura locali;
- direzione dei venti dominanti nella zona.

## Indicazioni pratiche

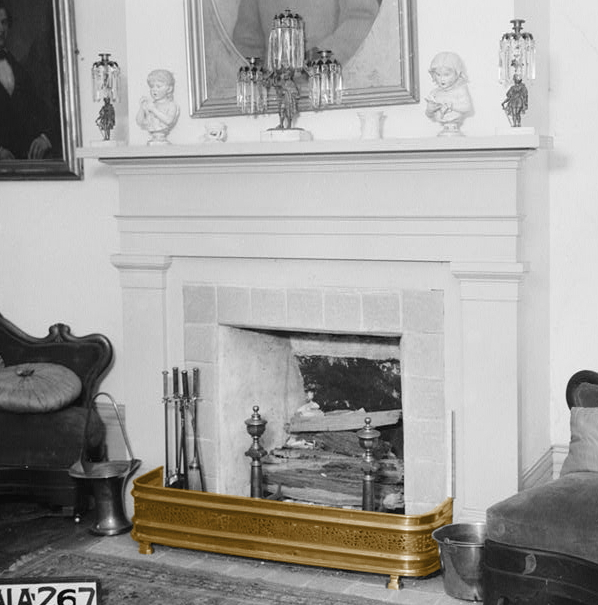

La diminuzione del tiraggio del camino dipende da molti fattori come:
- difficoltà di introdurre nella stanza la stessa quantità d'aria che aspira la gola del camino;
- dimensioni insufficienti o eccessive della gola e della canna fumaria, oppure percorsi con molte curve o tratti curvilinei che provocano una velocità troppo bassa di efflusso del fumo;
- temperatura troppo bassa della fiamma e dei fumi;
- esistenza di una sola gola per più caminetti;
- canna fumaria di altezza ridotta, non isolata o mal isolata termicamente verso l'esterno.

A ciascuna di queste cause si può ovviare:
- diminuendo la sezione della gola;
- diminuendo l'ammissione dell'aria;
- aumentando l'altezza del condotto del fumo o stringendone la sezione di efflusso;
- con una sufficiente introduzione d'aria di ventilazione;
- installando un comignolo eolico per aumentare il tiraggio grazie al vento;
- disponendo in modo che ogni camino abbia una gola propria esclusiva per sé fin sopra al tetto;
- isolando termicamente la canna fumaria;
- ricorrendo, nei casi più disperati, ad un attivatore per l'espulsione dei fumi di combustione.

## Pulizia del camino
Il camino deve essere pulito quotidianamente prima di accenderlo, ma anche se non utilizzato durante l'estate. Un apparecchio elettrico per la pulizia del camino è l'aspiracenere, che riduce al minimo i disagi quotidiani sulla pulizia.

## Rischi
Tralasciando come fattore di rischio quello dovuto dall'eventuale innesco di un incendio, a cui si fanno anteporre  materiali ignifughi e precise prevenzioni; Fattore elevato di rischio è dato dalla combustione stessa: Monossido di carbonio CO e l'anidride carbonica CO². Queste sostanze sono altamente nocive per l'organismo umano e la possibilità che tali prodotti siano respirati è comunque un rischio riscontrato anche nella caldaie e nelle stufe a gas. [non chiaro, così esposto non vuole dire nulla]